# Шершень (реп-виконавець)
Шершень (справжнє ім'я Олег Вікторович Козачук, 07.08.1986) — український репер і автор текстів. Учасник хіп-хоп колективу BOTASHE, заснованого у 2021 році, разом з Тасею та Білим Бо і творчого об'єднання «Братське Коло».

## Життєпис
Олег Козачук народився 7 серпня 1986 року у Львові. Навчався у школі №6. У дев’ятому класі хлопець пішов у секцію, де навчали малювати графіті. Там він вперше почув реп записи Xzibit, які за його проханням йому записав вчитель, графіті художник Тарас Saint. Тоді Шершень захопився репом і разом з товаришами, з якими вчились малювати, створили свій перший музичний гурт. Перші пісні хлопці записували на мікрофон, вбудований у касетний магнітофон.
Після школи вступив у НУ Львівська політехніка, де вивчав архітектуру та містобудування. В роки навчання в університеті познайомився з Білим Бо. Хлопці потоваришували і записали першу спільну пісню. Перший альбом Шершень записав на студії Білого Бо Vagon Records у 2010 році. Перший масштабний виступ репера відбувся у 2008 році у львівському парку культури імені Богдана Хмельницького на музичному фестивалі.
Репер брав участь в першому повністю україномовному офлайн реп-батлі «Король Заходу». Також був учасником 6-7 сезонів PIT BULL BATTLE, в 7-му сезоні переміг. Шершень був учасником «Літературних реп-батлів». У кампанії також взяли участь Kalush, OTOY, XXV кадр, Ритмовар і Рижуня. У виступах вони поєднали власні треки з віршами Ліни Костенко, Наталі Забіли, Івана Франка, Василя Стуса, Михайля Семенка і Тараса Шевченка.
Також репер долучився до флешмобу #RapInPeaceUA. Це була відповідь виконавців на статтю засновника агентства "Много Воды" Саші Варениці про те, що українському репу необхідне перезавантаження. У ній він назвав український реп — безперспективним жанром. Наступного дня редактор Rap.ua Михайло Правильний опублікував свою колонку-відповідь, де не погодився з думкою колеги. Після цього ряд представників українського репу вирішив символічно відреагувати на висловлювання Варениці та відзначити «40 днів після чергового вбивства українського репу». Alyona Alyona, KALUSH, OTOY, Білий Бо, Шершень, DYKTOR, Дядя Вова представили спільну 6-хвилинну пісню «Стержень».
Шершень був учасником гуртів Пульс та LS 309 (більшість музикантів з цього гурту долучились до творчого об'єднання «Братське коло». Окрім пісень написаних в складі гуртів, не припиняє займатись сольною творчістю. Репер неодноразово потрапляв у переліки найкращих в Україні. У 2021 разом із Білим Бо і Тасею створили гурт BOTASHE.

У травні 2024 року репер сконцентрувався на сольній творчості і представив великий дебютний альбом «Крила».В одинадцяти треках Шершень демонструє скілову читку із фірмовим фастфлоу та стрибає по піджанрах від поп-репу і бум-бепу до реггі і ліричних пісень під акустику гітару. Автор працював над релізом із гітаристом Олександром Севрюковим. Разом з альбомом Шершень презентував кліп на  однойменний трек, який завірусився в мережі ще до появи самого альбому.

## Дискографія

### Студійні альбоми
- Крила

### Сингли
- Завели (за уч. Рижуня, Levyy MC, Білий Бо)
- Мене це пре (за уч Білий Бо)
- Дич (за уч. Білий Бо, Рижуня)
- Відійди (за уч. Levyy MC, Білий Бо)
- На плаву (за уч. Білий Бо)
- Інтроверт
- 2х (за уч. Syr)
- Панцир (за уч. Syr)
- Хто є хто (за уч. Anastasia Vengrynovych)
- Ні
- Наверівелі (за уч. Рижуня)
- Тобі (за уч. Levyy MC х Teejay)
- Ти і я (за уч. Білий Бо, Рижуня, Ждан)
- Справжні (за уч. Рижуня, Мішаня)
- Колискова (за уч. Білий Бо)
- Моє болото
- Спринт
- Зомбі (за уч Teejay)
- Кімнати
- Сталь
- Світанок (за уч Polamav)
- Голод
- Sunshine (за уч Рижуня)
- Карма
- Без гримас (за уч PROBLEMA)
- Сумую (за уч Тиша)
- День для нас (за уч Victoria Niro)
- Вниз
- Не зараз
- Тиснява

## Відеокліпи
| Рік  | Назва пісні  | Режисер              | Посилання |
| ---- | ------------ | -------------------- | --------- |
| 2019 | Інтроверт    | Білий Бо             | YouTube   |
| 2020 | Ні           | ГРУШКА production    | YouTube   |
| 2020 | Зомбі        | Рitbull battle       | YouTube   |
| 2022 | Спринт       | Віталій Слодиницький | YouTube   |
| 2024 | Крила        | Віталій Слодиницький | YouTube   |
| 2024 | Голод        | Віталій Слодиницький | YouTube   |
| 2024 | Sunshine     | Віталій Слодиницький | YouTube   |
| 2024 | Карма        | Віталій Слодиницький | YouTube   |
| 2024 | Без гримас   | Віталій Слодиницький | YouTube   |
| 2024 | Сумую        | Віталій Слодиницький | YouTube   |
| 2024 | День для нас | Віталій Слодиницький | YouTube   |
| 2025 | Вниз         | Віталій Слодиницький | YouTube   |
| 2025 | Не зараз     | Віталій Слодиницький | YouTube   |
| 2025 | Тиснява      | Віталій Слодиницьки  | YouTube   |